# Kanton Pleine-Fougères
Pleine-Fougères is een voormalig kanton van het Franse departement Ille-et-Vilaine. Het kanton maakte deel uit van het arrondissement Saint-Malo. Het werd opgeheven bij decreet van 18 februari 2014 met uitwerking op 22 maart 2015. Alle gemeenten werden toegevoegd aan het kanton Dol-de-Bretagne.

## Gemeenten
Het kanton Pleine-Fougères omvatte de volgende gemeenten:
- La Boussac
- Broualan
- Pleine-Fougères (hoofdplaats)
- Roz-sur-Couesnon
- Sains
- Saint-Broladre
- Saint-Georges-de-Gréhaigne
- Saint-Marcan
- Sougéal
- Trans-la-Forêt
- Vieux-Viel